# Olympische Winterspiele 1998/Teilnehmer (Jamaika)
| Gelbes Symbol für Goldmedaillen mit stilisierten Olympischen Ringen | Graues Symbol für Silbermedaillen mit stilisierten Olympischen Ringen | Braundes Symbol für Bronzemedaillen mit stilisierten Olympischen Ringen |
| ------------------------------------------------------------------- | --------------------------------------------------------------------- | ----------------------------------------------------------------------- |
| —                                                                   | —                                                                     | —                                                                       |

Jamaika nahm an den Olympischen Winterspielen 1998 im japanischen Nagano mit sechs Athleten teil.
Seit 1988 war es die vierte Teilnahme Jamaikas an Olympischen Winterspielen.

## Flaggenträger
Der ehemalige Bobfahrer Ricky McIntosh trug die Flagge Jamaikas während der Eröffnungsfeier im Olympiastadion.

## Teilnehmer nach Sportarten
Einzige Starter des Landes waren zum vierten Mal in Folge die Mitglieder der jamaikanischen Bobmannschaft.

### Bob
Zweierbob
| Bob   | Teilnehmer                  | 1. Lauf | 1. Lauf | 2. Lauf | 2. Lauf | 3. Lauf | 3. Lauf | 4. Lauf | 4. Lauf | Gesamt      | Gesamt |
| Bob   | Teilnehmer                  | Zeit    | Platz   | Zeit    | Platz   | Zeit    | Platz   | Zeit    | Platz   | Zeit        | Platz  |
| ----- | --------------------------- | ------- | ------- | ------- | ------- | ------- | ------- | ------- | ------- | ----------- | ------ |
| JAM-1 | Devon Harris Michael Morgan | 56,56 s | 30      | 56,52 s | 30      | 56,36 s | 30      | 56,30 s | 29      | 3:45,74 min | 29     |

Viererbob
| Bob   | Teilnehmer                                            | 1. Lauf | 1. Lauf | 2. Lauf | 2. Lauf | 3. Lauf | 3. Lauf | Gesamt      | Gesamt |
| Bob   | Teilnehmer                                            | Zeit    | Platz   | Zeit    | Platz   | Zeit    | Platz   | Zeit        | Platz  |
| ----- | ----------------------------------------------------- | ------- | ------- | ------- | ------- | ------- | ------- | ----------- | ------ |
| JAM-1 | Dudley Stokes Winston Watts Chris Stokes Wayne Thomas | 54,41 s | 21      | 54,55 s | 22      | 54,80 s | 21      | 2:43,76 min | 21     |